# Roczniki Humanistyczne
Roczniki Humanistyczne – pismo wydawane od 1949 w Lublinie przez Towarzystwo Naukowe KUL, przy współudziale  Wydziału Nauk Humanistycznych KUL. Ukazuje się nieprzerwanie od 1949 roku pod auspicjami Wydziału Historyczno-Filologicznego Towarzystwa Naukowego KUL, początkowo jako jeden wolumin, z którego stopniowo zaczęły się wyodrębniać nowe zeszyty, każdy związany z określoną specjalnością naukową w obrębie jednej z 4 dyscyplin humanistycznych: literaturoznawstwa, językoznawstwa, historii i nauk o sztuce, w tym historii sztuki i muzykologii. Obecnie ukazuje się dwanaście zeszytów rocznie: 
- z. 1 - Literatura polska
- z. 2 - Historia
- z. 3 - Filologia klasyczna
- z. 4 - Historia sztuki
- z. 5 - Neofilologia
- z. 6 - Językoznawstwo
- z. 7 - Słowianoznawstwo
- z. 8 - Lingwistyka korpusowa i translatoryka
- z. 9 - Sinologia
- z. 10 - Glottodydaktyka
- z. 11 - Anglica
- z. 12 - Muzykologia

Roczniki Humanistyczne są czasopismem recenzowanym: do oceny każdej publikacji powołuje się co najmniej 2 niezależnych recenzentów (tzw. double-blind peer review). Każdy zeszyt ma odrębny komitet redakcyjny i międzynarodową radę naukową. Redaktorem naczelnym jest (od 2016 r.)  Dariusz Skórczewski, sekretarzem redakcji Monika Sidor.    
Roczniki Humanistyczne są zarejestrowane w bazach naukowych Scopus, Emerging Sources Citation Index (Web of Science Core Collection),  Central and Eastern European Online Library, EBSCO, ERIH Plus, CEJSH, BazHum, Index Copernicus i POL-Index.